# سنغ سفيد (مقاطعة تشرداول)
سنغ سفيد (بالفارسية: سنگ سفید) هي قرية تقع في قسم شباب الريفي (مقاطعة تشرداول) في إيران. يقدر عدد سكانها بـ 442 نسمة .